# جامعة طوكيو

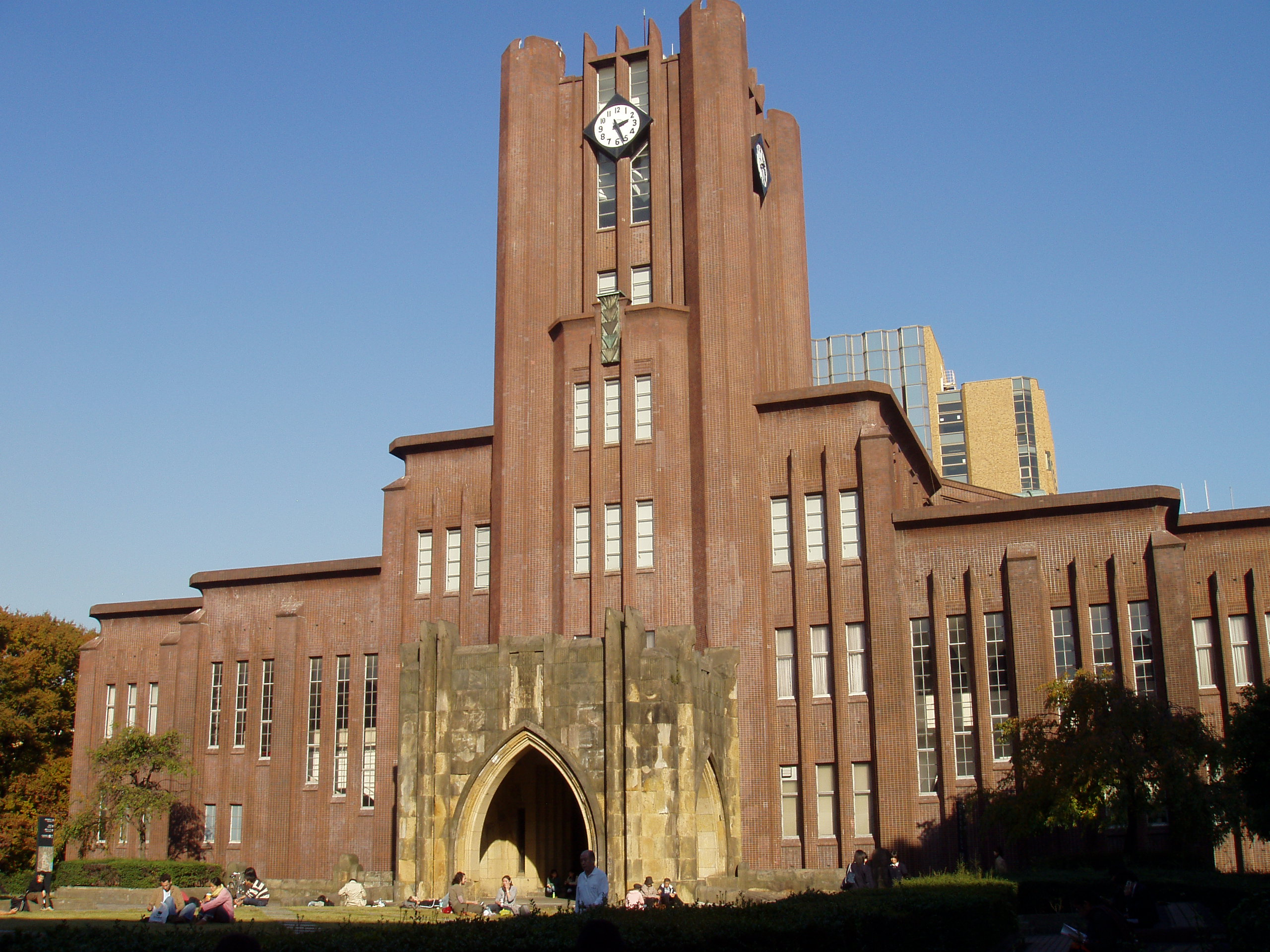
صالة ياسودا في حرم الجامعي بهنقو.

جامعة طوكيو (باليابانية: 東京大学) (وتنطق بالإنجليزية Tōkyō daigaku). اسمها الرسمي باللغة الإنجليزية هو The University of Tokyo، عادة ما تختصر ويعبر عن جامعة طوكيو بـ طوداي (東大, Tōdai). تحتوي جامعة طوكيو على 10 كليات بمجموع 30.000 طالب منهم 2.100 طلاب أجانب. وتنتشر جامعة طوكيو على خمس حرم جامعية رئيسية وأخرى فرعية.
تتضمن الجامعة ثلاثة أقطاب رئيسية تقع في طوكيو والمناطق المحيطة بها، وبصفة أكثر تحديداً في هونغو Hongo، كومابا Komaba، كاشيوا Kashiwa. تضم الجامعة 28000 طالب من بينهم 2100 أجنبي، كما تضم 7637 شخصاً يعملون في الأنشطة المرتبطة بالبحث والتدريس. تنقسم الجامعة إلى عشرة كليات (تضم عشرة كليات في المرحلة الأولى، و14 كلية في المراحل اللاحقة)، تحتوي الجامعة العديد من المرافق، منها مستشفيين (02)، مكتبة تضم أكثر من ثمانية ملايين عنوان وكذلك ملحق.
من بين الطلاب السابقين للجامعة، 17 منهم تقلدوا منصب الوزير الأول في اليابان، وسبعة منهم فازوا بجائزة نوبل، ثلاثة منهم حصلوا عل جائزة بريتزكر Pritzkar وثلاثة منهم رواد فضاء، وطالب آخر متحصل على ميدالية فيلدز Fields.

## تاريخ

### إنشاء الجامعة
تأسست الجامعة من قبل حكومة ميجي (Meiji) سنة 1877 من خلال الجمع بين المدارس الحكومية السابقة للطلب والتعليم الغربي ومعهد الوثائق الغربية Banshoshira secho (تأسس سنة 1856 من قبل Shoguanat)وذلك بغية جلب وترجمة الوثائق الأجنبية كما تم دمج مركز التلقيح Shutosho (هو مؤسسة خاصة تأسست سنة 1858). حفل تأسيس الجامعة كان بحضور الإمبراطور، كبار الشخصيات اليابانية والاجنبية، بالإضافة إلى عدد من كبار الضباط، في ذلك الحين كانت تدعى مدرسة كايسي بطوكيو ecde Kaisei de Tokyo ، تم تأسيس الحرم الجامعي في ظل العهد الاقتصادي القديم.
تتكون الجامعة من أربعة أقسام: القانون، الأدب، العلوم الطبية، بالإضافة إلى الهندسة منذ سنة 1883(وأصبحت الهندسة تدرس أيضا منذ سنة 1886 وكذلك العلوم الزراعية منذ 1890) الجامعة منذ نشأتها تحت وصاية وزارة التعليم اليابانية.
خلال السنوات الأولى للجامعة، تم الاعتماد أساساً على دروس ومواد أغلبيتها تنتمي إلى تخصصات أجنبية وغالبا ما كانت تقدم بلغات أوروبية، في الوقت الذي كان يجب على الطلبة أن يكونوا متحكمين في اللغات الأجنبية ليستطيعوا الولوج إلى الجامعة وهذا إلى غاية بداية سنوات 1880. انخفض عدد المتخصصين الأجانب بسرعة، ولم يتجاوز عددهم 14 متخصصا سنة 1903 من مجموع 270 أستاذ، وفي السنة ذاتها كان عدد الطلاب يقدر ب 3121 طالب، وتم تغيير اسم الجامعة إلى الجامعة الإمبراطورية بطوكيو سنة 1886 وفي سنة 1887 تم إنشاء نظام الجامعات الإمبراطورية، كما تم تحويل الأقسام إلى كليات بعد إنشاء المرسوم الإمبراطوري وكلية الاقتصاد سنة 1919.

### التطورات الأولى وإعادة الإعمار
حددت الجامعة سنة 1920 اللون الأزرق الفاتح رمزا لها، حيث تم في السنة ذاتها إجراء مسابقة تجذيف ضد جامعة كيوتو Kyoto، وتم تحديد ألوان الفريق من خلال القرعة، جامعة طوكيو ورثت اللون الأزرق الفاتح، وجامعة كيوتو اللون الأزرق الغامق، منذ ذلك الحين اتخذت الجامعتين اللونين كرمز لهما.
تأثر جزء من المباني جراء زلزال كانتو عام 1923 باستثناء مبنيين أو ثلاثة مباني. دمِرت جميع المباني الأخرى، من بينها المكتبة الرئيسية التي دمِرت بالكامل مع احتوائها 700000 كتاب. في نفس السنة صوتت عصبة الأمم على قرار استعادة الأموال التي خسرتها الجامعة. وفي السنة الموالية تبرعت مؤسسة روكفلير بمبلغ مليون و 600 ألف دولار بغية إعادة بناء مبنى المكتبة التي انتهى إعمارها سنة 1928، ما تبقى من القطب الجامعي تم إعادة بنائه وفقا لخطة البروفسور يوشيكازو أوشيدا Yoshi Kazu Uchida أحد رؤساء الجامعة في مرحلة لاحقة، كما تم تشييد جميع المباني بصفة مشتركة بالأجور وبطرق معمارية مختلفة بواسطة طراز جديد هو "neogothique " تحسبا لوقوع الزلازل. وتم الانتهاء من قاعة التظاهرات ياسودا L’audi torium Yasuda سنة 1925.

### إعادة الهيكلة بعد الحرب العالمية الثانية
في أعقاب هزيمة اليابان خلال الحرب العالمية الثانية، أعيدت هيكلة نظام الجامعات اليابانية من قبل المحتلين الأمريكيين، وفي عام 1947 أطلق على الجامعة اسم جامعة طوكيو وتم الأخذ بمبدأ التنوع. وفي سنة 1949 أصبحت مدة الدراسة في المرحلة الأولى أربع سنوات، ومن جهة أخرى، دمجت الجامعة الثانوية الأولى وثانوية طوكيو من أجل فتح القطب الجامعي بكومابا Komaba (الكلية المسؤولة عن المرحلة التمهيدية لطلاب المرحلة الأولى والثانية).
أُجريت التسجيلات الأولى عام 1947 حيث بلغ عدد الطلاب 1804 طالب بما فيها 09 طالبات كما تم إعادة هيكلة المرحلة الثانية (الطور الثاني) أيضا سنة 1953 ونظم نحو خمسة مدارس عليا، وتم تطويرها إلى ثمانية ما بين 1963-1965 ثم وصلت إلى عشرة مدارس عليا.
فتحت العديد من مراكز البحوث بداية من سنة 1949، في هذه السنة تم افتتاح معاهد متخصصة للبحث حول الزلازل والثقافات الشرقية، العلوم الصناعية، العلوم الاجتماعية والصحافة. سنة 1950، افتتح معهد كتابة التاريخ، وفي سنة 1953 افتتح معهد علم الأحياء الدقيقة التطبيقية، سنة 1955 افتتح معهد الدراسات النووية وفي سنة 1957 معهد دراسة فيزياء المادة في حالتها الصلبة وفي سنة 1962 افتتح معهد آخر للبحوث في المحيطات.
في عام 1968- كغيرها من الجامعات في البلاد في تلك السنة-واجهت الجامعة إضراب طلبة اليسار المتطرف، الكثير من المباني أغلقت مدة سنة تقريبا الأمر الذي أدى إلى إلغاء إمكانية الدخول إلى مسابقة الجامعة في ذلك العام. في جانفي 1969 داهمت الشرطة قاعة الاحتفالات ياسودا التي تواجد بها المعارضون السابقون وتم اعتقال حوالي 600 طالب. عرفت الجامعة الكثير من إعادة الهيكلة سنوات التسعينات من القرن الماضي وفي سنة 1992 وضعت خطة تنموية لتنظيم أنشطة ثلاثة أقطاب جامعية، حيث تم تخصيص قطب كومابا بالسنتين الأولى والثانية للتكوين، بالإضافة إلى أنشطة البحث المتقدمة، وفي هانجو التكوين التقليدي، وفي كاشيوا التكوين والبحث في مجالات التنمية. ما بين 1991 إلى سنة 2001 تم إعادة هيكلة المدارس العليا.
منذ 2004 أصبحت الجامعة – من خلال القانون الذي ينطبق على جميع الجامعات الوطنية – مؤسسة الجامعة الوطنية بالرغم من هذا التغيير الذي أدى إلى زيادة استقلالية الجامعة بما في ذلك الأمور المالية فإن جامعة طوكيو بقيت تحت وصاية وصاية وزارة التعليم.

## مدراء الجامعة
الرئيس الحالي للجامعة هو Junichi Hamad الذي استلم منصبه في أبريل 2009، وهو الرئيس التاسع والعشرون للجامعة منذ 1886.
قائمة مدراء جامعة طوكيو:
- HIROKOTO WATANABE (渡辺洪基?)1886-1890
- KATŌ HIROYUKI (加藤弘之?)1890-1893
- KIHE'IJI ONOZUKA (小野塚喜平次?)1928-1934
- Hamao Arata (濱尾新?)1893-1897
- Masakazu Toyama (外山正一?)1897-1898
- Dairoku Kikuchi (菊池大麓?)1898-1901
- Yamakawa Kenjirō (山川健次郎?)1901-1905
- Naokichi Matsui (松井直吉?)1905
- (1905-1912)濱尾新?Arata Hamao
- Yamakawa Kenjirō (山川健次郎?)1913-1920
- Yoshinao Kozai (古在由直?)1920-1928
- MATARŌ NAGAYO (長與又郎?)1934-1938
- Yuzuru Hiraga (en) (平賀譲?)1938-1943
- Yoshikazu Uchida (内田祥三?)1943-1945
- Shigeru Nambara (南原繁?)1945-1951
- Tadao Yanaihara (en)(矢内原忠雄?)1951-1957
- Seiji Kaya (茅誠司?)1957-1963
- Kazuo Ōkouchi (大河内一男?)1963-1968
- Ichirō Katō (加藤一郎?)1969-1973
- TAKASHI MUKAIBŌ (向坊隆?)1977-1981
- Kentarō Hayashi (林健太郎?)1973-1977
- RYU'ICHI HIRANO (平野龍一?)1981-1985
- Wataru Mori (森亘?)1985-1989
- Akito Arima (en) (有馬朗人?)1991-1993
- Hiroyuki Yoshikawa (吉川弘之?)1993-1997
- Shigehiko Hasumi (蓮實重彦)1997-2001
- Takeshi Sasaki (佐々木毅?)2001-2005
- Hiroshi Komiyama (en)(小宮山宏?)2005-2009
- يناير 'ichi Hamada (濱田 純一?)منذ 2009
- ميتسوهيسا إشيكاوا 石川 光久

## الكليات والدراسات العليا
تحتوي الجامعة على عشرة كليات للطور الأول، و 14 كلية للدراسات العليا.

### الكليات
- كلية الحقوق: يعود إنشاؤها إلى سنة 1872، وفي سنة 1873 تم إنشاء مدرستين للحقوق، الأولى من قبل وزارة العدل، والثانية من قبل وزارة التعليم.

الطور الأول مهيكل في ثلاثة أقسام: القانون الخارجي، القنون العام والعلوم السياسية، أما الطور الثاني فهو مقسم إلى فرعين: مدرسة الحقوق ومدرسة الدراسات السياسية والقانونية، المدرسة الأخيرة تضم ثلاثة أقسام: القانون الوطني، القانون الدستوري، والعلوم السياسية.
- كليات العلوم الطبية: يرجع جذورها إلى سنة 1958، ينقسم الطور الأول إلى مدرستين واحدة للطب وا

الثاني والثالث تضم 13 قسمن هذه الهياكل تستقبل سنويا مائة طالب جديد في الطور الأول، 50 طالب لمدرسة الممرضين ومائة طالب للطورين الثاني والثالث.
- كليات الاقتصاد: ترجع جذورها إلى محاضرة في الاقتصاد ألقيت بكلية الآداب في جانفي 1878، ومن ثم وجهت بكلية الحقوق من 1885[22]، الطور الأول يضم ثلاثة فروع للاقتصاد والإدارة المالية، أما الطور الثاني والثالث فيضم خمسة فروع للاقتصاد الطبيقي، دراسة الاقتصاد المعاصر، دارة الأعمال، تاريخ الاقتصاد والمالية.[23]
- كليات الفنون والعلوم : تتميز بوظائف خاصة (ضمن مختلف الكليات الأخرى، جميع الطلاب في الطور الأول يتبعون في السنتين الأولى والثانية من التعليم برنامجا أوليا، مقسم إلى 06 أقسام، ثلاثة تخصصات في العلوم وثلاثة في الإنسانيات، أما السنتين اللاحقتين من التعليم – بعد الطور الأول – فهي فريدة من نوعها بالنسبة للطلبة وتضم 06 أقسام للدراسات الثقافية، الدراسات الإقليمية، العلاقات الاجتماعية والدولية، العلوم السياسية، العلوم المعرفية، علوم الأنظمة. أما الطور الثاني والثالث، فيضمٌان خمسة أقسام: علوم الإعلام الآلي واللغة، الدراسات الثقافية متعددة التخصصات، الدراسات الإقليمية، الدراسات الجتماعية والدولية، العلوم متعددة التخصصات.
- كليات العلوم التربوية: يرجع أصلها لى قسم العلوم التعليمية الذي أنشئ سنة 1919 بكلية الآداب، افتتحت الكلية لطلبة الطور الأول سنة 1949، وللأطوار الأخرى (الثاني والثالث) سنة 1953، يضم الطور الأول 06 أقسام والأطوار الأخرى 11 قسما.[24]
- كليات العلوم الصيدلية: مهيكلة في قسمين: علوم البيئة الصيدلانية والعلوم الصيدلانية، للطور الأول. وهناك ثلاثة أقسام: الكيمياء، البيولوجيا والتكنولوجيا، للطور الثاني والثالث (31).
- المدرسة العليا للرياضيات : المسؤولة عن التكوين في مجال الرياضيات في نهاية السنتين الأولى والثانية بكلية الفنون والعلوم. أنشئت سنة 1992 من قبل اتحاد اقسام الرياضيات لكليات أخرى تضم أربعة أقسام: الجبر، الهندسة، التحليل، الرياضيات التطبيقية.[25]
- المدرسة العليا للعلوم المتقدمة : أنشئت عام 1998 بكلية كاشيوا Kashiwa وتضم 12 قسم .[26]
- المدرسة العليا للعلوم والتكنولوجيا المعلومة : أنشئت في أبريل 2002، مهيكلة في 06 أقسام: الإعلام الآلي، الرياضيات التفاضلية، الفيزياء وعلوم المعلومات التطبيقية، هندسة المعلومات، الإعلام الآلي الميكانيكي، الإعلام الآلي الإبداعي.
- الكليات المخصصة لدراسة البكالوريس كالتالي:
- القانون
- الطب
- الهندسة
- الآداب
- العلوم
- الزراعة
- الاقتصاد
- الفنون والعلوم
- التعليم
- علوم الصيدلة

### الدراسات العليا
تتضمن جامة طوكيو
المدرسة العليا للدراسات المعلوماتية المتعددة التخصصات: أنشات سنة 2000، وتضم 10 فروع.
المدرسة العليا للإدارة العامة: أسست سنة 2004، لها خمسة أقسام.
معاهد البحث:
- معهد العلوم الطبية : موجود منذ سنة 1967، مهيكل في ثلاثة أقسام: علم الاحياء الدقيقة، علم المناعة، دراسة السرطان والعلوم الطبية الأساسية، يضم حوالي 650 شخصا من بينهم الباحثين والباحثين ما بعد الدكتوراه، و300 طالب الطور الثاني والثالث في كليات الطب والفيزياء، الزراعة، الفنون والعلوم، العلوم الصيدلانية، وعلم المعلومات والمعلومات المتقدمة.[29]
- معهد البحث حول الزلازل : تم تأسيسه سنة 1925 في أعقاب زلزال 1923، وتم تطوير أنشطة البحث حول دراسة مختلف الظواهر المرتبطة بالزلازل والبراكين، يتشكل المعهد من أربعة اقسام هي : الميكانيكية الأرضية، الديناميت العامة، المراقبة والمعالجة الالية لعلوم الأرض، التقليل من المخاطر الطبيعية .[30]
- معهد الثقافة الشرقية : منظم في أربعة أقسام : دراسات حول غرب اسيا، جنوب اسيا، شرق اسيا من خلال توظيف المعلومالانسانية والاجتماعية. مواضيع الدراسة تتمركز حول إعادة هيكلة الصنعات التقليدية في اسيا، الإدراك والنظريات المتعلقة بالرفاه، بناء مفهوم الجمال في اسيا، وكذلك تطوير مكتبة رقمية للكتب الآسيوية.[31]
- معهد العلوم الاجتماعية : مهيكل في أربعة أقسام : الدراسات المقارنة للتشريعات، السياسات، الاقتصاد والمجتمعات المعاصرة. تم الاطلاع على مشروعين خاصين بالدراسات العابرة للتخصصات سنة 2005، يعالجان موضوع الجهوية وتطور مفهوم الامل.[32]
- معهد العلوم الصناعية : منظم في ستة ادارات للبحوث وسبعة مراكز بحثية خاصة وستة مكاتب بحثية في الخارج، يضم 120 فرقة بحثية و700 طالب في الطور الثاني والثالث، يتم البحث في ميادين متعلقة بالنانوتكنولوجي (تكنولوجيات النانو)، مقاومة الزلازل، الربوتات البحرية.[33]
- معهد التاريخ : متخصص في التاريخ الياباني منظم في خمسة أقسام، منها ثلاثة متخصصة في العصر الحديث، وفي العصور الوسطى والقديمة، يعالج على وجه التحديد الوثائق والمستندات والمواد الخاصة.
- معهد العلوم البيولوجية الجزئية والخلوية : تم تاسيسه سنة 1953، وتمت إعادة هيكلته سنة 1993، يحتوي المعهد على ثلاثة أقسام للبيوبوجيا البنيوية، تستقبل طلاب في كليات الزراعة، الفيزياء، الطب، الهندسة والعلوم المتقدمة.[34]
- معد البحث حول الأشعة الكونية : مهيكل في ثلاثة أقسام دراسية حول : الفيزياء الفلكية، الأشعة الكونية ذات الطاقة العالية، وفيزياء النوترونات، والجسيمات النجمية. المعهد يدير عدة مراكز في اليابان وخارج اليابان.[35]
- معهد فيزياء الحالة الصلبة : مهيكل في خمسة أقسام تركز على دراسة المواد الجديدة، نظرية لمادة المكثفة، علوم النانو، فيزياء الشروط القاسية والتحليل الطبقي المتقدم.
- معهد بحوث علوم البحار : تم تأسيسه عام 1962، مكونا من ستة أقسام : فيزياء المحيطات، كيمياء المحيطات، علوم أرضية قاع البحار، الديناميكا البيئية، الأنظمة البحرية، البيولوجيا البحرية والموارد الحية.[36]
- معهد البحث في العلوم والبحوث المتقدمة : تاسس سنة 1987 في القطب الجامعي كومابا II كمركز للبحوث المشتركة والمتكاملة مع الجامعة سنة 2004، تدور البحوث حول أربعة محاور : (الموارد، البيئة، والإنتاج)، (الشبكات الاجتماعية، المعرفة والتسويق)، (المعلومات، النظام الحسي، الابداع).

```
[
37
]
```

الكليات المخصصة للدراسات العليا (ماجستير ودكتوراه) كالتالي:
- العلوم الإنسانية وعلم الاجتماع
- التعليم
- قانون وسياسة
- اقتصاد
- العلوم
- الهندسة
- الزراعة وعلوم الحياة
- الطب
- علوم الصيدلة
- علوم الرياضيات
- علوم الثغور
- علوم المعلومات والتقنية
- دراسات معلوماتية بين حقول الدراسة
- السياسات العامة

### معاهد الأبحاث
معهد العلوم الطبية : موجود منذ سنة 1967، مهيكل في ثلاثة أقسام : علم الأحياء الدقيقة، علم المناعة، دراسة السرطان والعلوم الطبية الأساسية، يضم حوالي 650 شخصا من بينهم الباحثين والباحثين ما بعد الدكتوراه، و 300 طالب الطور الثاني والثالث في كليات الطب والفيزياء، الزراعة، الفنون والعلوم، العلوم الصيدلانية، وعلم المعلومات والمعلومات المتقدمة.
معهد البحث حول الزلازل : تم تأسيسه سنة 1925 في أعقاب زلزال 1923، وتم تطوير أنشطة البحث حول دراسة مختلف الظواهر المرتبطة بالزلازل والبراكين، يتشكل المعهد من أربعة أقسام هي : الميكانيكية الأرضية، الديناميت العامة، المراقبة والمعالجة الآلية لعلوم الأرض، التقليل من المخاطر الطبيعية .
معهد الثقافة الشرقية : منظم في أربعة أقسام : دراسات حول غرب آسيا، جنوب آسيا، شرق آسيا من خلال توظيف العلوم الإنسانية والاجتماعية. مواضيع الدراسة تتمركز حول إعادة هيكلة الصناعات التقليدية في آسيا، الإدراك والنظريات المتعلقة بالرفاه، بناء مفهوم الجمال في آسيا، وكذلك تطوير مكتبة رقمية للكتب الآسيوية.
معهد العلوم الاجتماعية : مهيكل في أربعة أقسام : الدراسات المقارنة للتشريعات، السياسات، الاقتصاد والمجتمعات المعاصرة. تم الإطلاع على مشروعين خاصين بالدراسات العابرة للتخصصات سنة 2005، يعالجان موضوع الجهوية وتطور مفهوم الأمل.
 معهد العلوم الصناعية : منظم في ستة إدارات للبحوث وسبعة مراكز بحثية خاصة وستة مكاتب بحثية في الخارج، يضم 120 فرقة بحثية و 700 طالب في الطور الثاني والثالث، يتم البحث في ميادين متعلقة بالنانوتكنولوجي (تكنولوجيات النانو)، مقاومة الزلازل، الربوتات البحرية.
معهد التاريخ : متخصص في التاريخ الياباني منظم في خمسة أقسام، منها ثلاثة متخصصة في العصر الحديث، وفي العصور الوسطى والقديمة، يعالج على وجه التحديد الوثائق والمستندات والمواد الخاصة.
معهد العلوم البيولوجية الجزئية والخلوية : تم تأسيسه سنة 1953، وتمت إعادة هيكلته سنة 1993، يحتوي المعهد على ثلاثة أقسام للبيوبوجيا البنيوية، تستقبل طلاب في كليات الزراعة، الفيزياء، الطب، الهندسة والعلوم المتقدمة.
معد البحث حول الأشعة الكونية : مهيكل في ثلاثة أقسام دراسية حول : الفيزياء الفلكية، الأشعة الكونية ذات الطاقة العالية، وفيزياء النوترونات، والجسيمات النجمية، تدير عدة مراكز في اليابان وخارج اليابان.
معهد فيزياء الحالة الصلبة : مهيكل في خمسة أقسام تركز على دراسة المواد الجديدة، نظرية لمادة المكثفة، علوم النانو، فيزياء الشروط القاسية والتحليل الطبقي المتقدم.
معهد بحوث علوم البحار : تم تأسيسه عام 1962، مكونا من ستة أقسام : فيزياء المحيطات، كيمياء المحيطات، علوم أرضية قاع البحار، الديناميكا البيئية، الأنظمة البحرية، البيولوجيا البحرية والموارد الحية.
معهد البحث في العلوم والبحوث المتقدمة : تأسسس سنة 1987 في القطب الجامعي كومابا II كمركز للبحوث المشتركة والمتكاملة مع الجامعة سنة 2004، تدور البحوث حول أربعة محاور : (الموارد، البيئة، والإنتاج)، (الشبكات الاجتماعية، المعرفة والتسويق)، (المعلومات، النظام الحسي، الإبداع).
- معهد علوم الصيدلة
- معهد أبحاث الزلازل الأرضية
- معهد الثقافة الشرقية
- معهد العلوم الاجتماعية
- معهد دراسات المعلومات الاجتماعية والاتصالات
- معهد العلوم الصناعية
- معهد كتابة التاريخ
- معهد العلوم الحيوية والجزيئية
- معهد أبحاث الإشعاعات الكونية
- معهد فيزياء المواد الصلبة
- معهد أبحاث المحيطات

## تصنيف الجامعة
تتربع جامعة طوكيو في المركز الأول في قائمة أفضل الجامعات الآسيوية في دراسة من Shanghai Jiao Tong University
والقائمة التي أصدرت كالتالي
1. جامعة طوكيو
2. جامعة كيوتو
3. جامعة أستراليا الوطنية
4. جامعة أوساكا
5. جامعة توهوكو
6. الجامعة العبرية في القدس
7. جامعة مليبورن
8. معهد طوكيو للتكنولوجيا

## الحرم الجامعي
- الحرم الجامعي في 本郷キャンパス
- الحرم الجامعي في 弥生キャンパス
- الحرم الجامعي في اسانو 浅野キャンパス
- الحرم الجامعي في كومابا 駒場Iキャンパス
- الحرم الجامعي في 柏地区キャンパス
- الحرم الجامعي في 柏キャンパス
- الحرم الجامعي في 白金キャンパス
- الحرم الجامعي في 中野キャンパス

## مكونات عامة للجامعة

### المكتبات
هناك ثلاثة مكتبات رئيسية، بالإضافة إلى 34 مكتبة أخرى مرتبطة بالأقسام ومعاهد البحث، تحتوي المكتبة على حوالي 8 ملايين و 8 ألف كتاب، وارتفع الرقم بسرعة إلى 170000، و 152000 دورية في السنة. تم إعادة هيكلة خدمات المكتبة للمرة الأولى سنة 1961 من قٓبل البروفسور Kishimoto Hido من خلال منحة قدرة ب 84 مليونين، قدمتها مؤسسة روكلفر Rockefeller ومرة أخرى سنة 1982 من قِبل البروفسور Urata Takeo.
تقع المكتبة المركزية في حرم هونجو Hongo وقد أُعيد بناؤها سنة 1928.
بعد الزلزال الذي وقع عام 1923 احتوت سنة 2010 على 1186221 مجلد و 15965 عنوانا دوريا متاحة في مساحة قدرها 18097 متر مربع، وتنفق سنويا حوالي 1279198000 ين في الاستمارات . هناك أيضا مجموعات خاصة ، 18000 كتاب تبرع بها المؤلف Mori Ogai و 96000 مجلد تعود إلى عهد ايدو Edo التي قدمها فرع من عائلته Tkugawa.
المكتبتين الأخريين الرئيسيتين موجودة بالحرم الجامعي Kamaba التي فتحت سنة 2002 والحرم الجامعي Kashiwa . ضمنت مكتبة كومابا سنة 2010 حوالي 992411 مجلدا و 4993 دوريات متاحة في مساحة قدرها 9649 متر مربع، تستثمر سنويا 69035000 ين، أما المكتبة «كاشيوا» فافتتحت سنة 2005 وضمت سنة 2010 حوالي 319248 مجلدا و 17854 عنوان لدوريات متاحة للإطلاع في مساحة قدرها 5666 متر مربع وتستثمر سنويا 18732000 ين.
أما مكتبات الأقسام والمعاهد فتحتوي على عدة مجموعات خاصة، بما في ذلك 312 كتاب عن مجموعة خاصة في الاقتصاد البريطاني لآدم سميث و 303 وثيقة (أعمال، ترجمات وبحوث) ل Lafcadio Heum، و 1124 كتاب من مجموعة خاصة في الاقتصاد الألماني لآرسنت إنجل Ernest Engel في مكتبة كلية الآداب في المدرسة العليا للعلوم الإنسانية والاجتماعية.

### المتحف
تضم الجامعة متحفا منذ 1997، المتحف الجامعي الأول في اليابان، بعد إعادة هيكلة مستودع للمواد البحثية الجامعية التي أنشئت سنة 1966، الغرض من هذا المتحف توفير مختلف الخدمات، بما في ذلك جمع وتخزين واستخدام المواد البحثية الثقافية والتاريخية، وأيضاً عرضها لجمهور واسع.
```
سنة 2010 احتوى المتحف على 6400000 قطعة، منها 243000 موجودة في متحف القطب الجامعي هونجو، مروضة في 8759 متر مربع،
[
38
]
 للمتحف ملحقة أخرى متواجدة ب Koishi Kawa في نفس المنطقة الموجود بها القطب الجامعي، تستخدم لبعض المعارض المؤقتة ،
[
39
]
كما يمكن الوصول إلى بعض محتويات المتحف عن طريق الموقع الإلكتروني الخاص به.
[
40
]
إذ اتستخدم مجموعة المتاحف لأغراض البحث والتعليم والتكوين، فضلاً عن المعارضن كما يصدر منشورات عن مختلف أنشطته (سنة 2010 نشر ما مجموعه 40 مجلدا من الأوراق البحثية و 06 مجلدات لتقارير الحفريات، خمسة مجلدات لتقارير البحوث، ومجلدين خاصين بدراسة المتحف، كما يقوم المتحف بإجراء دورات تكوينية لأمناء المتحف.
```

### الحدائق النباتية
تحتوي الجامعة على حديقتين تسيران من قبل المدرسة العليا للعلوم، الحديقة الرئيسية في Koishi Kawa بنفس المنطقة التي يتواجد بها القطب الجامعي هونجو وحديقة "Satellite" ب Nikko بمقاطعة Tochigi، وتستعملان للبحث والتكوين كما -نهما مفتوحتان للعامة.
تعتبر حديقة Koishi Kawa أقدم حديقة باليابان، يعود أصلها إلى سنة 1684 مع إنشاء «المعشبة الطبيعية» من قِبل Shogunat Tokugawa. تشمل مجموعتها العشبية على 4000 من العينات الحية، بما في ذلك 1400 نوعا من الأشجار و 1500 نوع من الأعشاب و 1100 من النباتات الاستوائية وشبه الاستوائية و تتربع على مساحة قدرها 1616 هكتار، تحتوي أيضا على حوالي 20000 كتاب، بالإضافة إلى ما يقارب المليون من العينات وخاصة ptéridophytes النباتات عاريات البذور و gamopétales، كما يتم زراعة العديد من النباتات المهددة بالإنقراض للمحافظة عليها أو بغية إعادة زرعها في المستقبل. وحاليا تتم عمليات الحفظ عليها في جزر البونين Bonin و Yakushiwa.
أما حديقة Nikko تجمع مجموعة من نباتات جبال الألب، تم افتتاحها سنة 1902، توسعت سنة 1950 لتصل إلى مساحة قدرها 10.45 هكتار. تحتوي على 2200 نوع بما في ذلك 130 نوع من ptéruidophytes و 70 نوعا من النباتات العارية البذور و 2000 من النباتات كاسيات البذور. Nikko Botanical Garden [archive], consulté sur www.bg.s.u-tokyo.ac.jp le 6 juin 2010

### المستشفيات
تضم الجامعة مستشفيين، وحدة عامة والأخرى مخصصة للبحوث، حتى سنة 2002 كانت الجامعة تضم ثلاثة مستشفيات غير أن اثنين منها كانت عامة فتم دمجها.
أنشئ المستشفى الجامعي في شكله الأولي سنة 1858 كمركز للتطعيم، ليتم نقله إلى هونجو سنة 1876 وضم إلى الجامعة بعد إنشائها في السنة المقبلة وأصبح يعرف باسمها الحالي منذ 1947 الكثير من العمليات التوسعة أجريت منذ 1990، وتم فتح جناح خاص بالمعاينات الخارجية سنة 1994، كما تم إنشاء جناح للمرضى المقيمين بالمستشفى سنة 2001، ومركز إكلنيكي سنة 2006. سجل المستشفى
```
1810 عاملا سنة 2006 وحوالي 1210 سريرا و 763672 مريضا سنة 2005 وكذا 388027 مريضا عولجوا بالمستشفى.
```

أنشئ مستشفى معهد العلوم الطبية سنة 1894 بكونه جزءاً من معهد دراسة الأمراض المعدية، بغية التواصل ما بين معالجة المرضى والأبحاث وأكد هذا الدور عندما تمت إعادة هيكلة المعهد عام 1967، ضم المستشفى سنة 2010 135 سريرا، تتركز الأنشطة البحثية حول مرض السرطان والأمراض المعدية كالسيدا.

## التدريس والبحث

### 1/ التدريس
يجب على الطلبة الراغبون في الدراسة بجامعة طوكيو أن يجتازو الامتحان الوطني، اختيار المركز الوطني للقبول في الجامعة، ويمكن للطلاب الذين حصلوا على درجة كافية في هذا الامتحان التسجيل بالجامعة، ومن ثم يتابع الطلبة الناجحون دراستهم للسنة الأولى والثانية بكلية الفنون والعلوم بالقطب الجامعي كومابا حيث يكون التكون عاما، مقسمون من خلال ستة أقسام : ثلاثة منها في مجال الآداب والأخرى في لمجالات العلمية. بعد الانتهاء من هاتين السنتين، إما يختار الطلبة البقاء لتتمة تعليمهم في القطب الجامعي كومابا، أو أن يختاروا إكمال السنتين المتبقيتين بكلية أخرى بالقطب الجامعي هونجو (هاتين الكليتين لا تكونان إلا في السنة الأولى والثانية). يقام حفل التخرج في قاعة ياسودا منذ 1991 بعد توقف دام 24 سنة ، الكثير من اتحاد الطلاب القدامى تخرجوا من جامعة طوكيو. تنظم المؤسسة سنويا في السبت الثاني من شهر توفمبر بالقطب الجامعي هونجو لقاء لقدماء الطلبة، وعلى سبيل المثال لقاء 2008 جذب حوالي 3600 طالب.
هذه الجمعيات موجودة أيضا بالخارج، 18 منها موجودة في ثمانية بلدان خارج اليابان.

### العلاقات الدولية
جامعة طوكيو مؤسسة يابانية تستضيف بشكل لائق أكبر عدد من الطلاب الأجانب في اليابان، مقارنة بالقوة العاملة لديها، هذه الأخيرة تمثل تقريبا 15 % من قوتها العاملة. يمثل الطلبة الصينيون حوالي 30% من الطلبة الأجانب، يليها طلبة كوريا الجنوبية بنسبة قدرها 23% أما الطلبة الأوربيون فيمثلون 9% و 3% بالنسبة للطلبة القادمون من شمال أمريكا. سنة 2009، تم استقبال 2555 طالبا أجنبيا من 97 بلاد مختلفة في السنة ذاتها، قام 312 طالبا بتربص علمي بالخارج، وكانت الوجهة الرئيسية البلدان الأوربية (138 طالب) وأمريكا الشمالية (107 طالب) وآسيا (46 طالب).
تشتمل هذه التنقلات أيضا الباحثون، ففي سنة 2008 تم تسجيل 3570 باحثا أجنبيا بالجامعة و 9130 آخرون قاموا بتنقلات إلى الخارج.
```
العلاقات الدولية تتم أيضا بين المؤسسات والبلدان الأخرى. تحظى الجامعة منذ 2005 بتمثيل دائم ببكين، ومنذ سنة 2007 تم التوقيع على تعزيز الشراكة مع جامعة يال Yale، تنظم الجامعة سنويا وبالتعاون مع جامعة أخرى أجنبية منتدى "Todai forum" منذ سنة 2000، وأول منتدى نظٌم بالشراكة مع MIT، كما أن الجامعة عضو في العديد من الشبكات الجامعية مثل : التحالف الدولي للبحوث الجامعية، ورابطة «زيم» لجامعات المحيط الهادي.
```

### البحث
الأبحاث التي تجريها الجامعة يتم تمويلها من قبل القطاع العام والخاص : في سنة 2005، وزارة اليابان مولت 3924 مشروعا بحثيا في الجتمعة بتكلفة إجمالية قدرها 21348 مليون ين. في السنة ذاتها، شركاء من القطاع الخاص تعاونوا مع الجامعة في بحوث قدرت ب 850 بحث، بما قيمته 4106 مليون ين، واستجابت الجامعة لعقود بحثية (953 عقد) بتمويل قدره 22453 مليون ين. زادت تمويلات الأقسام البحثية فترة الألفينات، حيث ارتفعت من عشرة أقسام سنة 1999 إلى 17 قسم سنة 2006، وزادت عدد المشاريع الممولة من 9 إلى 55 فترة 1999- 2006.(61)
حازت بحوث الجامعة على 235 براءة اختراع في اليابان و 236 خارج اليابان، سنة 2009، واحتلت الجامعة في نفس السنة المركز الثالث في اليابان فيما يخص عدد براءات الاختراع المودعة في البلاد.

### إحصائيات وأرقام
تصنف الجامعة في العديد من الجوائز الأكاديمية ففي سنة 2009 احتلت جامعة طوكيو المرتبة 22 عالمياً حسب تصنيف جامعة جياو تونغ Jiao-Tong بشنغهاي والمرتبة السابعة في البحث في مجال الفيزياء، والمرتبة العاشرة في البحث في الكيمياء، وحسب تصنيف " QSword university ran king" سنة 2009، احتلت جامعة طوكيو المرتبة 22 عالميا حيث احتلت المرتبة الثامنة في العلوم الطبية، والمرتبة السادسة في الهندسة والتكنولوجيا.
واحتلت الجامعة المرتبة الأولى سنة 2009 حسب تصنيف مدرسة المناجم بباريسن والمرتبة الثالثة حسب تصنيف "global university ranking" في نفس السنة.

## المواقع (المحطات)
الجامعة تنقسم إلى ثلاثة فروع رئيسية، اثنان منها في طوكيو والثالث في كاشيوا بمحافظة شيبا chiba كما أن لديها خمسين موقعا في اليابان (67). تتربع أقطاب الجامعة على مساحة إجمالية قدرها 163 هكتار بالإضافة إلى مختلف المواقع الأخرى التابعة للجامعة بمجموع 32000 هكتار (68).

### القطب الجامعي هونجو
يقع في منطقة بنكيو bonkyo في الشمال الشرقي لطوكيو. يحتل المنزل السابق لأسرة مايدا Maeda ، الأسرة التي حكمت قطاع كاجا Kaga في عهد إيدو Edo تقدر المساحة الإجمالية للقطب 56 هكتار، تم الحفاظ على العديد من المواقع في هذه الفترة، بما في ذلك بركة Sanshir AKAMON " التي أنشئت عام 1823 (68)، المباني الحالية تم بناؤها بعد زلزال 1923 الذي دمّر معظم المباني القديمة، سنة 1925 تم تشييد قاعة ياسودا Yasuda ، و 1928 المكتبة الرئيسية.
يوجد بالقطب معظم الكليات والمدارس العليا والمعاهد البحثية بالإضافة إلى المكتبة المركزية، متحف الجامعة والمستشفى المركزي. يضم الحرم أيضا قسمين مجاورين، يشار إليهما غالبا بالقطب Yayoi والقطب Asano.

### القطب الجامعي كومابا Komaba
يقع في منطقة ميغور في الجنوب الغربي من طوكيو، كان الحرم في الأصل محمية صيد، أُنشئ من قِبل "le shogun yoshimune tokugawa " في القرن الثامن عشر، وقد تم إنشاء مدرسة للعلوم الزراعية في جزء من هذه الأرض سنة 1878، وتم دمجها مع جامعة طوكيو سنة 1919 ككلية العلوم الزراعية وفي سنة 1935 تم نقل الكلية إلى مكان آخر يقترب من قطب هونجو الجامعي، وأما المكان الشاغر فأصبح عبارة عن ثانويتين (الأولى dailichi gakko والثانية tokyo koto gakko) تعمل هاتين الثانويتين على إعداد الطلاب لامتحانات القبول في الجامعات الإمبراطورية.
في الوقت ذاته تم بناء مباني جديدة بنفس هندسة بناء القطب الجامعي هونجن، غير أن بعض هذه المباني قد دمرت أثناء الحرب العالمية الثانية جراء حريق، تم دمج كل من الثانويتين في الجامعة بعد الحرب العالمية الثانية، وأصبح بذلك حرماً جامعياً واحدا .
شهد هذا الحرم الجامعي عدة تطورات، منذ جويلية 1965 بدأت محطة كومابا توداي ماي في العمل، وكذلك خط Inokashira، بعد دمج محطات كومابا و todaima (13). العديد من المباني الجديدة شيدت بداية من سنة 1980 من بينها مكتبة جديدة افتتحت سنة 2002. في عام 2005، ضم الحرم الجامعي حوالي 1483 أستاذا وبلغ عدد الطلبة المسجلين في المرحلة الأولى التمهيدية 6712 طالبا و467 اخرون في الطور الأول، بالإضافة إلى 1400 طالبا مسجل في المدارس العيا. من بين هؤلاء الطلبة 350 طالبا أجنبيا، وخاصة الكوريين (حوالي 104 طالب)، الصينيين (81 طالبا)، يضم القطب الجامعي أيضا أقسام مجاورة غالبا ما يطلق عليها القطب الجامعي كومابا II.

### القطب الجامعي كاشيوا Kachiwa
يقع هذا القطب بكاشيوا في محافظة شيبا chiba أحدث أقطاب الجامعة، افتتح سنة 1999، يضم سبعة مدارس عليا تابعة للجامعة والعديد من معاهد البحث، يتربع على مساحة تقدر بحوالي 32 هكتار (68)، يمثل جزءا من المدينة الجتمعية الدولية لكاشيوا، مشروع إنشاء بالاشتراك مع جامعة شيبا «مدينة كاشيوا ومحافظة شيبا».

## وسائل الإعلام

### المطبوعات الجامعية لجامعة طوكيو
فتحت الجامعة منذ مارس 1951 دار نشر جامعية «المطبوعات الجامعية لجامعة طوكيو»، -نشئت عقب إعادة تنظيم الجامعة بعد الحرب العالمية الثانية، نشرت منذ إنشائها أكثر من 6000 كتاب، ويوجد مقرها في الحرم الجامعي هونجو.

### تلفزيون توداي Tdai TV et l’UT open course ware
تحتوي الجامعة على نظام النشر المحتوى التعليمي عبر الإنترنت هو Todai TV: عبارة عن أشرطة فيديو تعليمية، دروس ومحاضرات مفتوحة لأعضاء الجامعة، وغيرهم من غير المنتسبين لها، تبث من خلال تقنيتين STREMING أو PODCAST.
أما عن l’UTopen course ware فهو شبكة أخرى للنشر الجامعي، يشمل أشرطة الفيديو، محاضرات وأيضاً مواضيع الامتحانات المستخدمة في الجامعة، هذه المواد تتاح لغير المنتسبين للجامعة. تم إطلاق هذه الخدمة في ماي 2005، وقد سجّل حوالي 07 ملايين زائر للشبكة في الأشهر العشرة الأولى عند بداية الخدمة، وفعلت خدمة النشر من خلال البودكاست في بداية أبريل 2006.

### الدوريات
وعرفت الجامعة العامة منذ 2001 (UT forum)، ومن ثم عرفت Tansei، وفي العدد الثاني، وهي عبارة عن دورية سنوية باللغة الإنجليزية، تغطي الأنشطة الأساسية للجامعة للسنة الماضية، وقد صدرت هذه المجلة بصفة نصف سنوية في اليابان منذ أكتوبر 1999.

### صحيفة الطالب
صحيفة الجامعة بطوكيو، تسير من طرف طلبة الجامعة، الإصدار الأول كان في 25 ديسمبر 1920، وقد عرفت الصحيفة سابقا ب صحيفة الجامعة الإمبراطورية، تصدر مرة كل إسبوع، وتضم 80 صفحة.

## الاتحادات الطلابية
ضمت الجامعة سنة 2006، 344 اتحادا طلابيا، وتنقسم إلى مجموعتين بنفس الأهمية، من بينها تلك المتعلقة بالأنشطة الرياضية وغيرها، مع التركيز على الأنشطة الثقافية الموسيقية، حيث يمكن لعدة اتحادات أن تهتم برياضة واحدة، تنظم هذه الإتحادات بداية شهر أبريل أيام خاصة لانضمام أعضاء جدد (عندما يرتاد الطلاب الجدد أي الجامعة) وبعض هذه الإتحادات مفتوحة للانضمام حتى من خارج الجامعة. حوالي 66% من طلبة الجامعة كانوا في أحد الاتحادات (من خلال مسح 2008) و 20% منهم سبق وأن كانوا أعضاءا.
الوقت المخصص لهذه الأنشطة يزيد قليلا عن 11 ساعة إسبوعيا ونسبة المشاركة في هذه الأنشطة كانت مشابهة بين الطلاب والطالبات.

## المهرجانات
تنظم الجامعة سنويا مهرجانين طلابيين، أحدهم في شهر ماي في القطب الجامعي هونجو والثاني في الخريف وينظم في الحرم الجامعي كومابا.

### مهرجان ماي
يتم تنظيمه حرم جامعة هونجو، عطلة نهاية الإسبوع الأخير من شهر ماي، يتم تنظيمه منذ 1923، يعتبر من أقدم المهرجانات الطلابية، ويعرف بهذا الاسم منذ 1933. يتم تنظيمه أساسا من قبل طلبة السنة الثالثة والرابعة وطلبة المدارس العليا، حوالي 400 مجموعة مشاركة، ويجذب حوالي 70000 زائر سنويا .

### مهرجان الخريف
```
ينظم في الحرم الجامعي كومابا في عطلة نهاية الإسبوع الأخيرة من شهر نوفمبر، يستضيف حوالي 400 مجموعة، ويسجل 100000 زائر كل سنة، ويتم تنظيمه من قِبل طلاب السنة الأولى والثانية.
```

## من مشاهير الأساتذة
- كاتسوسابورو ياماغيوا (1863 ـ 1930): عالم أمراض، كانت له أبحاث رائدة في دور الكيماويات في إحداث الأورام السرطانية.

## الطلبة
تضم الجامعة من بين طلابها القدم 17 وزيرا أولاً لليابان (من بين طلاب الجامعة القدامى "86-87-88-89-90-91-92) بما في ذلك فترة ما بعد حرب shigeru yoshiba (من 1946 إلى 1947) ثم (من 1948 إلى 1945)
```
Nobusuke Kishi (من1960الى 1957) 
```

Takeo Fukuda (من 1978 إلى 1976)
Yasuhiro Nakasone (من1982الى 1987)
```
Ki'ichi Miyazawa (من 1993 إلى 1991) 
Yukio Hatoyama (من 2010 إلى 2009)
```

أما في المجال السياسي، الجامعة أيضا كوّنت كوييشيرا ماتسورا المدير العام لليونسكو، وهياشي أوادا رئيس محكمة العدل الدولية، وأيضاً الأميرة ماساكو أوادا، في 2011 : 232 برلماني في اليابان من أصل 722 تكوّنوا في الجامعة.
الكثير من الطلبة تميزوا في مجال الفنون، الآداب، من بين خريجي الجامعة القدامى Yasunari Kawabata الحاصل على جائزة نوبل للأدب (استلم الجائزة سنة 1968) و Ken zabura (1994) وبالإضافة إلى غيرهم من الطلبة الذين درسوا في الجامعة والحائزون على جوائز أدبية يابانية مثل جائزة Yomiuri ، مثل Koko abe و Yukio Mishima الجامعة كوّنت أيضا آخرين مثل Sōseki Natsume و Ōgai Mori و Ryūnosuke Akutagawa في مجال الهندسة المعمارية، الجامعة تعتز أيضا بجوائز Pritzker Kenzo Tange، Fumihiko Maki و Toyo Ito بالإضافة إلى الحائزين على الميدالية الذهبية الملكية Toyo Ito و Arata Isozaki ، كل هذه الأسماء من بين طلاب الجامعة الأوائل، بالإضافة إلى غيرهم من الطلبة في مجال العلوم مثل Esaka leona حصل على جائزة نوبل للفيزياء سنة 1973 وغيرهم مثل :
```
Masatoshi Koshiba جائزة نوبل في الفيزياء سنة 2002 
Yoichiro Nambu جائزة نوبل للفيزياء 2008
```

جائزة نوبل في الكيمياء سنة 2010 ل : Ei-ichi Negishi، بالإضافة إلى الحائز على ميدالية Fields سنة 1954 ألا وهوKunihiko Kodaira ، وروّاد الفضاء Takao DoiSoichi Noguchi, و Naoko Yamazaki.
وفيما يخص الرياضة، مخترع رياضة الجيدو Jigorō Kanō هو الآخر كان طالبا بالجامعة وأيضاً Isao Inokuma. بطل الجودو للألعاب الأولمبية الصيفية سنة 1964.

## دكاترة الشرف
منذ ديسمبر 2001، تم إدراج نظام دكتوراه شرفية من قِبل الجامعة، يهدف إلى مكافأة الشخصيات الخارجية التي ساهمت في تقدم التدريس وبحوث للمؤسسة.
أُقيم الحفل الأول بتاريخ 19 فيفري 2002 في القطب الجامعي هونجو لمكافاة Amartya sen مدير مدرسة ترينيتي بجامعة كامبريج وجائزة نوبل في الاقتصاد سنة 1998.
سنة 2006 فاز الأمين العام للأمم المتحدة وجائزة نوبل للسلام 2001 التي فاز بها كوفي عنان
مُنحت الجائزة الخامسة سنة 2009 لإنطوني جيمس لاجت وهي جائزة نوبل للفيزياء 2003.

## جامعة طوكيو في الخيال
```
بركة SANSHIRO في وسط الحرم الجامعي ل هونجو هذا الاسم مأخوذ من رواية سوسيكي SOSEKI . 
```

استخدمت الجامعة المناطق المحيطة بها في العديد من الإنتاجات الثقافية، التحضير لاختبارات للقبول في الجامعة بمثابة ستار خلفي في سيناريو المانجا MANGAS مثل حب HINA TODAITCHOKUSEN أو TOKYO DAIGAKU MONGATURI وفي دراما DRAGON ZAKURA شخصيات خيالية أيضا تنسب إلى هذه الجامعة مثل KINTARO الشخصية
الرئيسية ل مانجا الفتى الذهبي و yagami light الشخصية الرئيسة في مانجا «مذكرة الموت»، SAGURA TESHIGAWA أحد الشخصيات الثانوية في مانجا المعلم العظيم أو ONIZUKO أو مثل ATSUSHI HIRATA
في مانجا الشيخ هوند.
تساهم الجامعة أيضا في جزء من رواية sanshirode soseki وقد أخذت البركة وسط الجامعة أيضا اسم بطل هذه الرواية بعد نشرها.

## قائمة بمشاهير اليابانيين المتخرجين منها
- كينزابورو ويه Kenzaburo Oe حائز على جائزة نوبل في الأدب.
- البروفيسور نورياكي كانو لمحاضر والاستشاري في مجال إدارة

## معرض صور

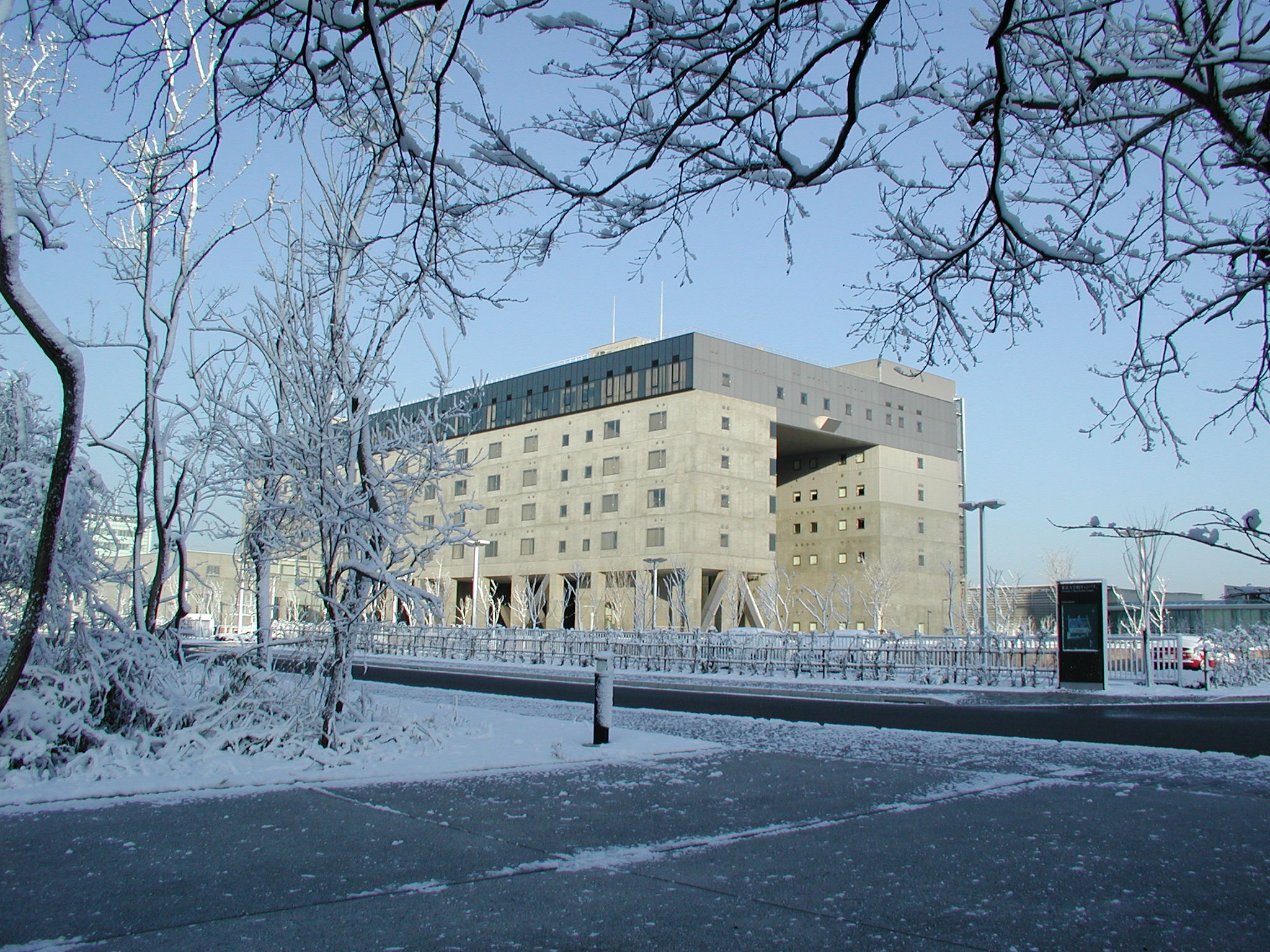
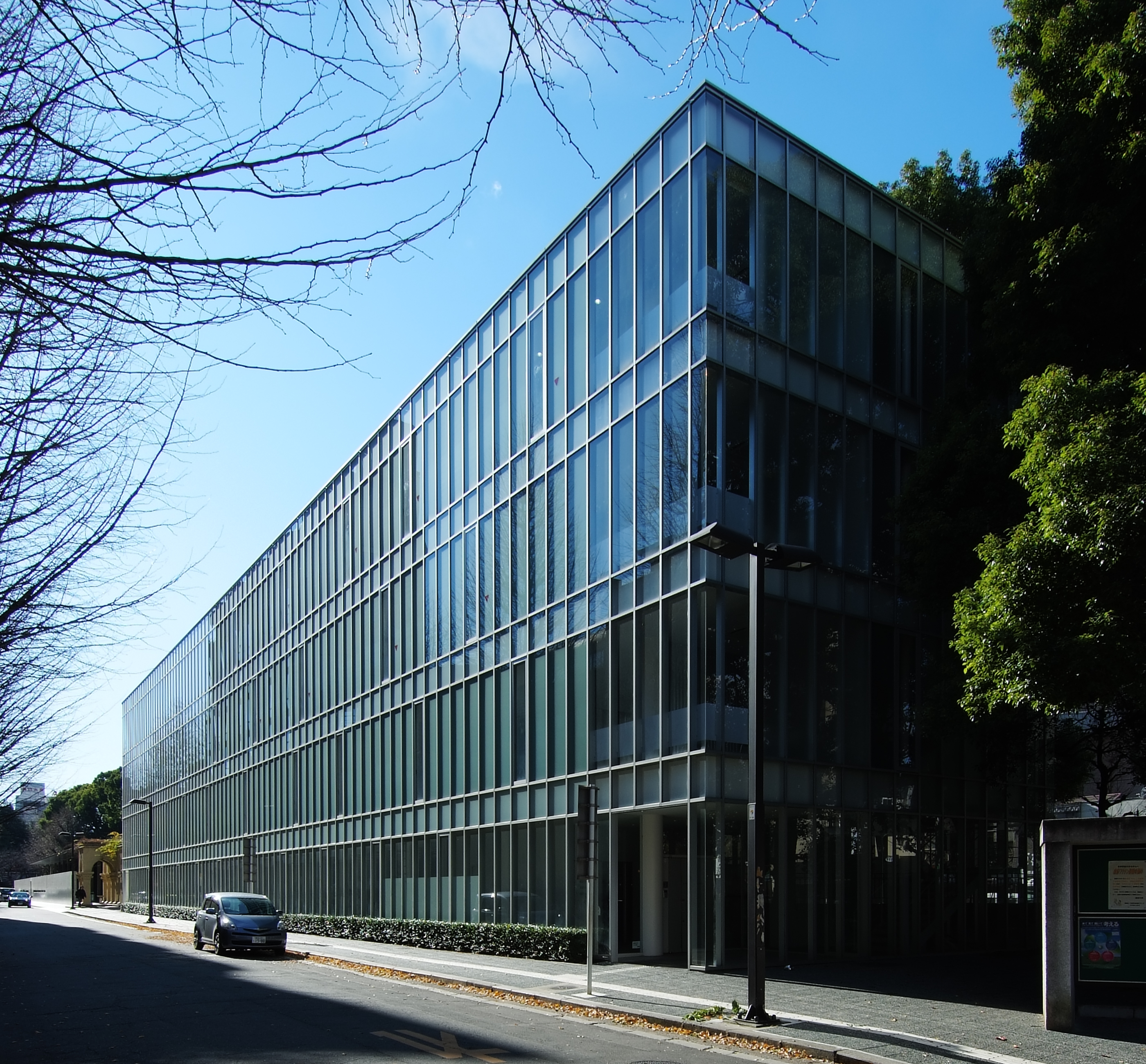
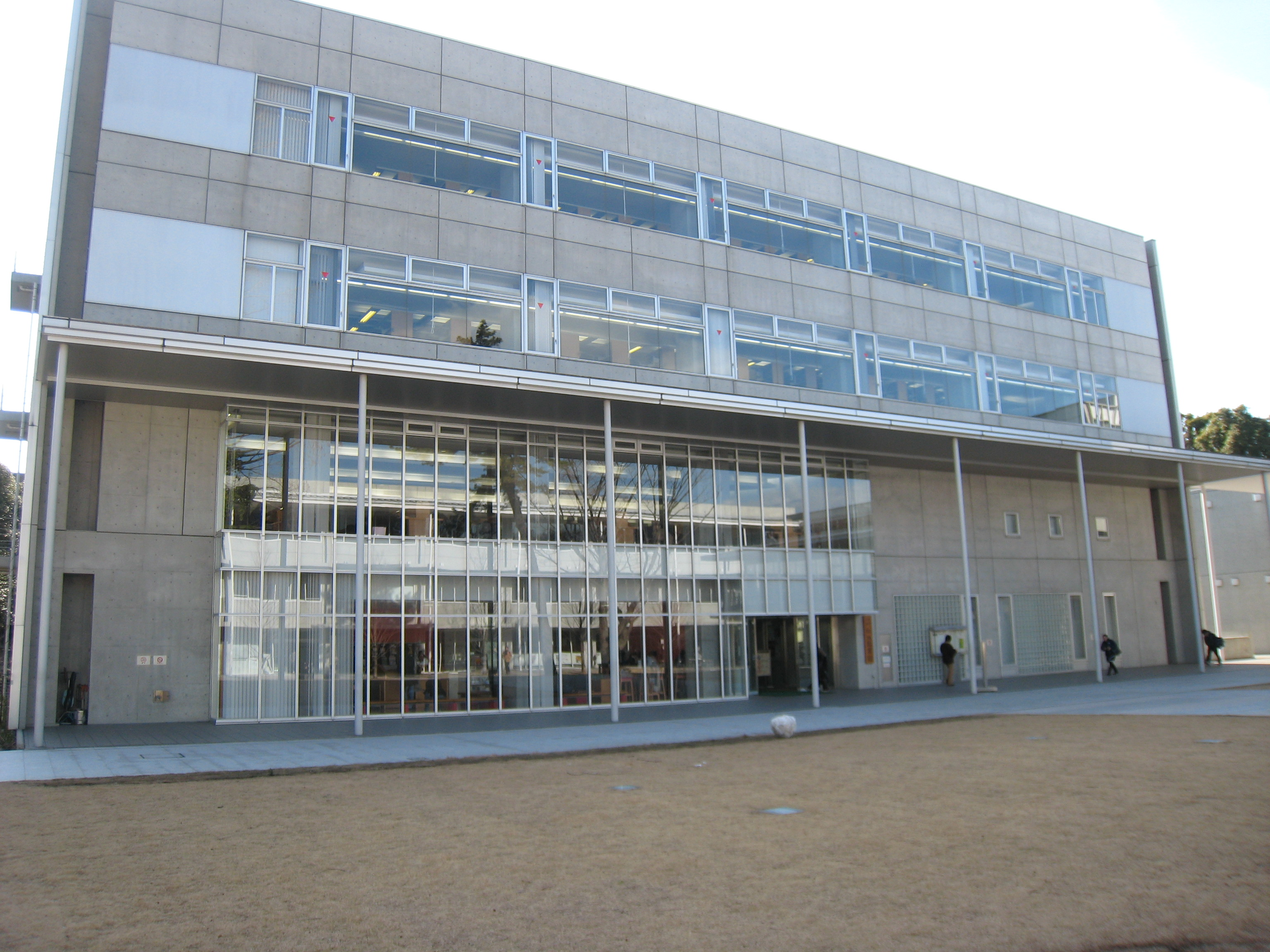
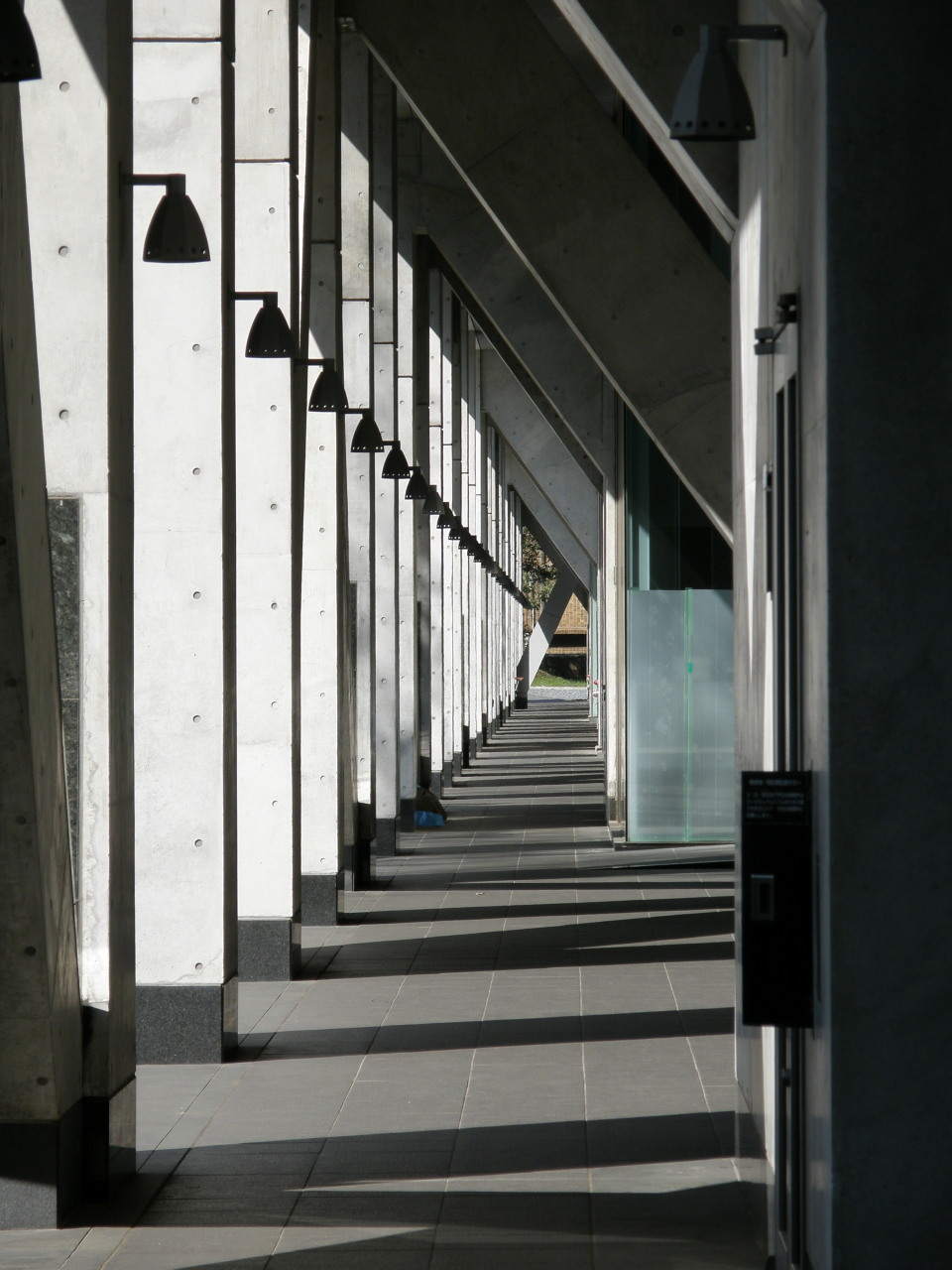
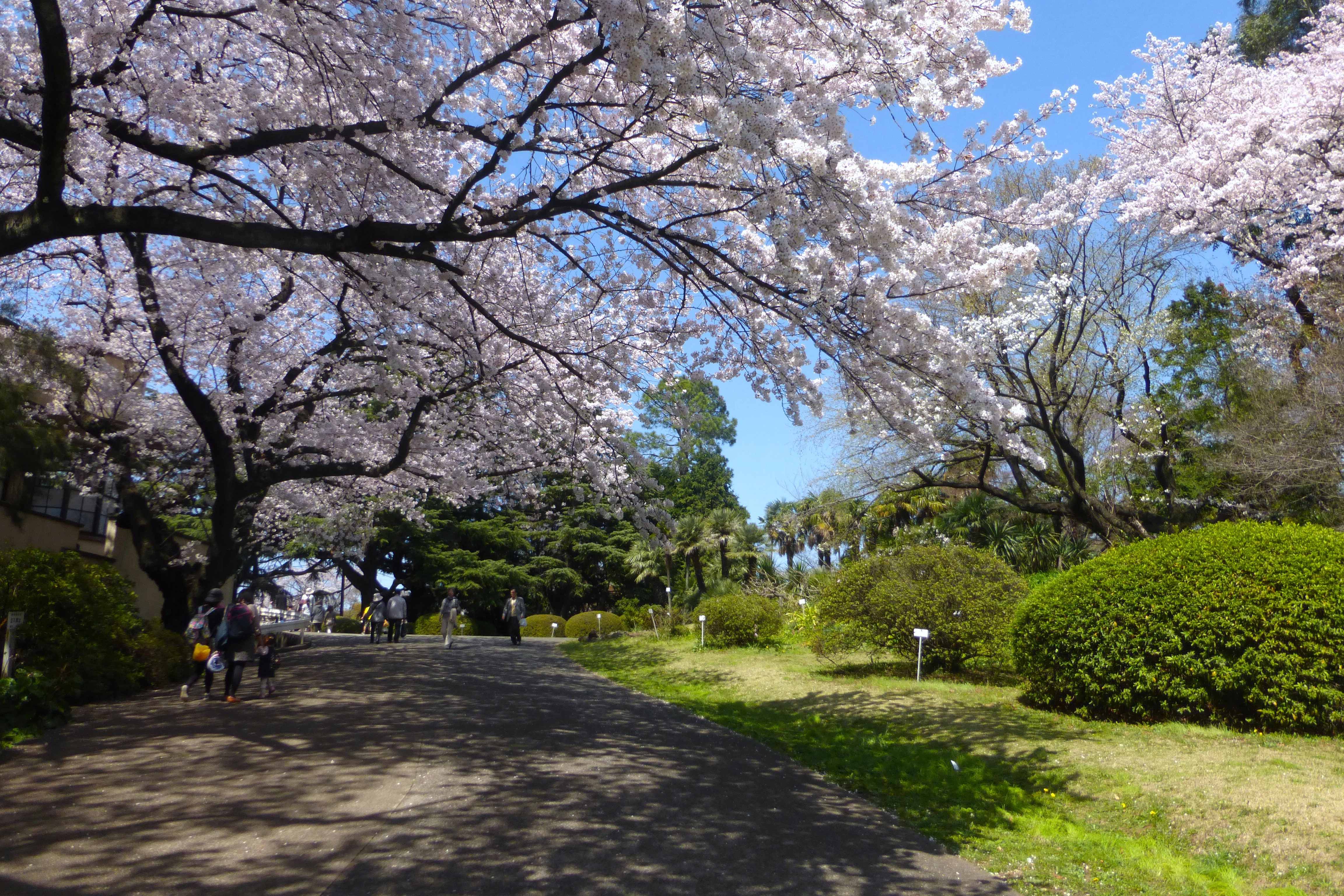

## وصلات خارجية
- الموقع الرسمي جامعة طوكيو